# Sam Easton
Sam Easton (n. Vancouver, Columbia Británica, 4 de octubre de 1979) es un actor y cómico canadiense conocido por su papel de Frankie Cheeks en Destino final 3.
Fue nominado a un Tim Sim Award en 2000.

## Filmografía
- Decoys 2: Alien Seduction (2007)
- Destino final 3 (2006)
- Puck This (2005)
- Underclassman (2004)
- Part of the Game (2004)
- El efecto mariposa (2004)
- The Delicate Art of Parking (2003)